# Sénéchas
Sénéchas település Franciaországban, Gard megyében. Lakosainak száma 241 fő (2022. január 1.). Sénéchas Malbosc, Aujac, Chambon, Concoules és Génolhac községekkel határos.

## Népesség
A település népessége az elmúlt években az alábbi módon változott:
| Lakosok száma | 134  | 167  | 178  | 218  | 242  | 249  | 247  | 241  | 242  | 241  |
|               | 1968 | 1982 | 1990 | 2006 | 2013 | 2015 | 2017 | 2019 | 2020 | 2022 |